# Cantone di Limay
Il Cantone di Limay è una divisione amministrativa dell'Arrondissement di Mantes-la-Jolie.
A seguito della riforma complessiva dei cantoni del 2014 è passato da 17 a 20 comuni.

## Composizione
Prima della riforma del 2014 comprendeva i comuni di:
- Brueil-en-Vexin
- Drocourt
- Follainville-Dennemont
- Fontenay-Saint-Père
- Gargenville
- Guernes
- Guitrancourt
- Issou
- Jambville
- Juziers
- Lainville-en-Vexin
- Limay
- Montalet-le-Bois
- Oinville-sur-Montcient
- Porcheville
- Sailly
- Saint-Martin-la-Garenne

Dal 2015 comprende i comuni di:
- Brueil-en-Vexin
- Drocourt
- Épône
- La Falaise
- Follainville-Dennemont
- Fontenay-Saint-Père
- Gargenville
- Guernes
- Guitrancourt
- Issou
- Jambville
- Juziers
- Lainville-en-Vexin
- Limay
- Mézières-sur-Seine
- Montalet-le-Bois
- Oinville-sur-Montcient
- Porcheville
- Sailly
- Saint-Martin-la-Garenne